# Ana Paula Borgo

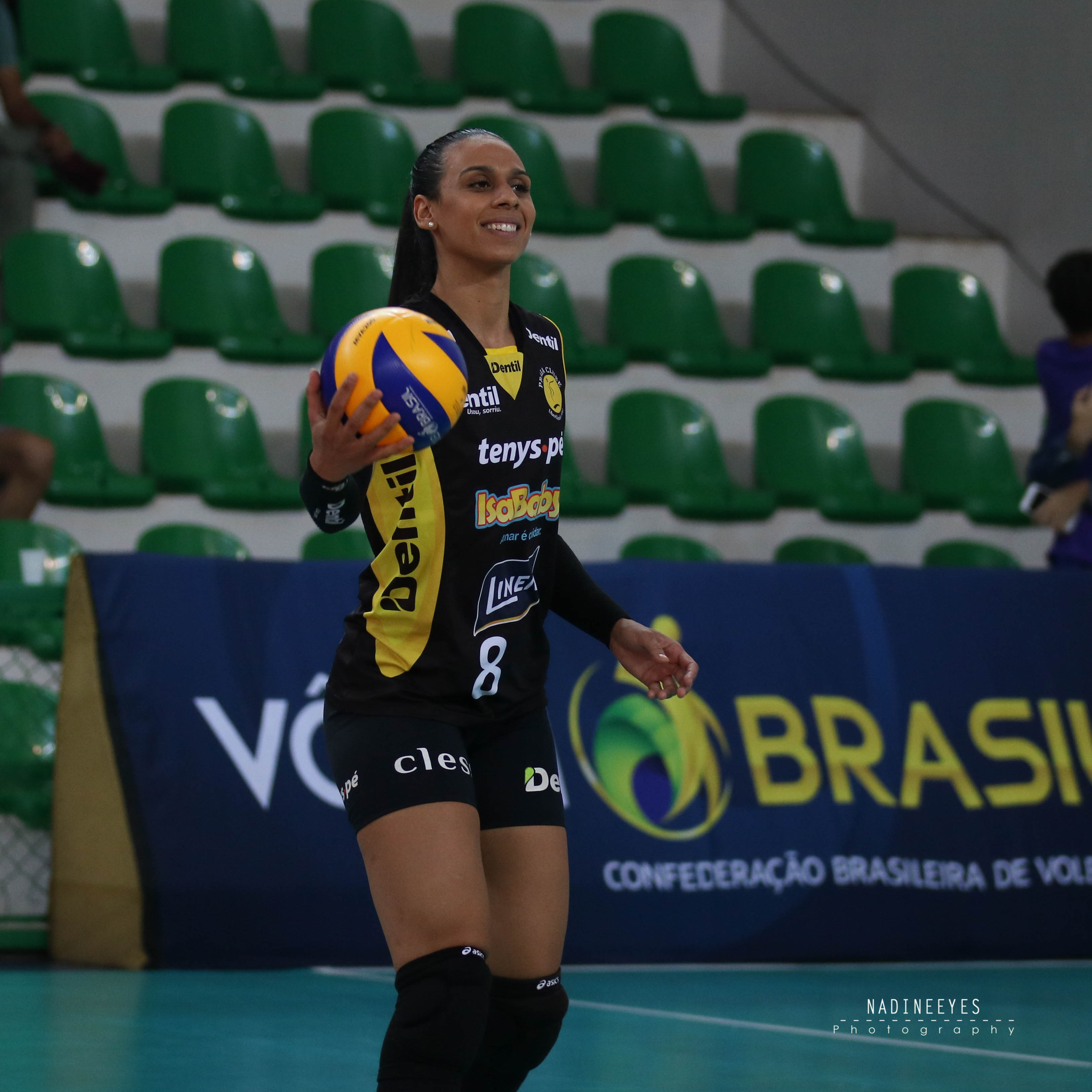
Ana Paula Borgo zawodniczką Dentil/Praia Clube

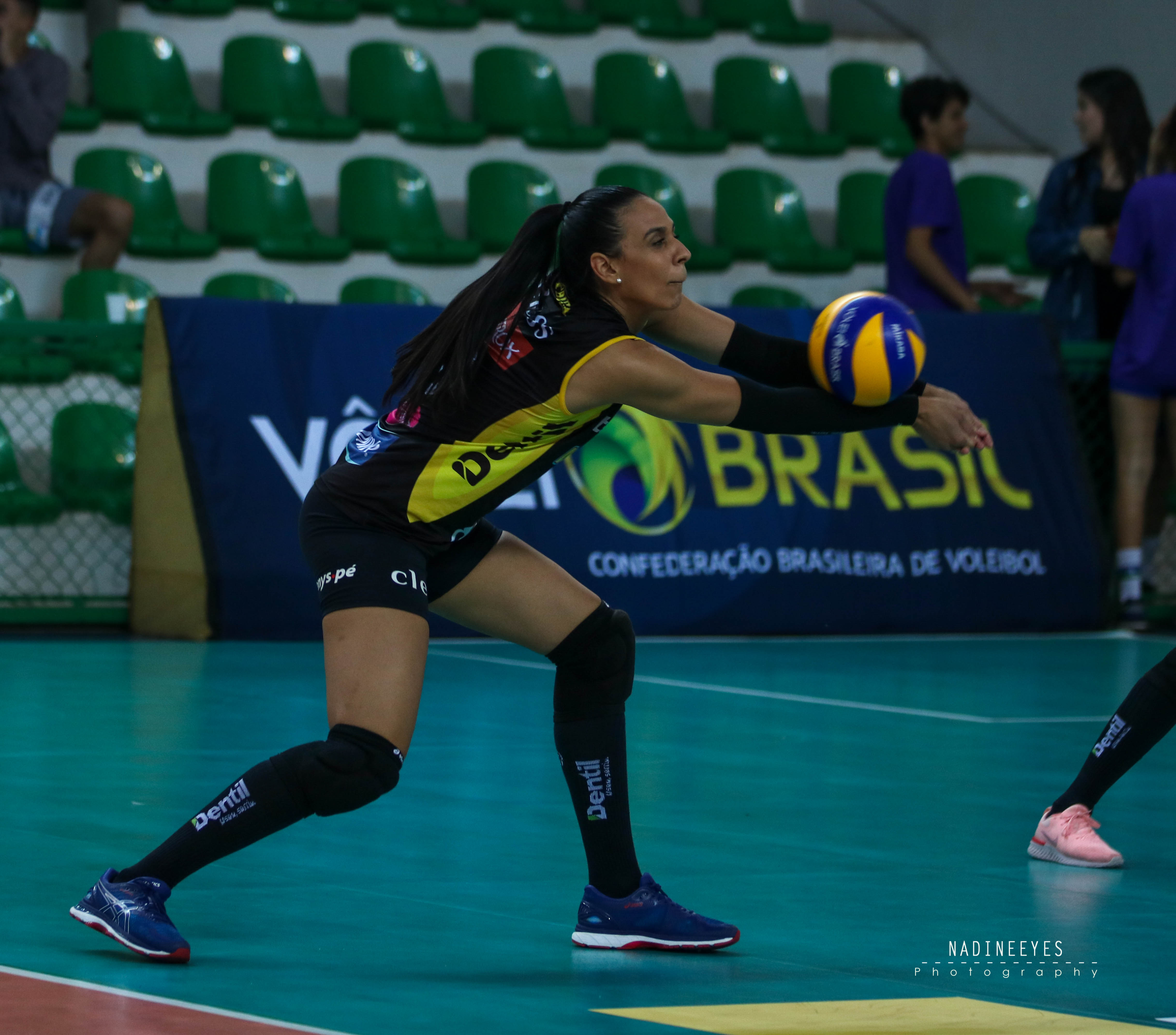
Ana Paula Borgo zawodniczką Dentil/Praia Clube

Ana Paula Borgo Bedani da Cruz (ur. 20 października 1993 w Bauru, zm. 11 maja 2023 w São Paulo) – brazylijska siatkarka, reprezentantka kraju, grająca na pozycji atakującej.
We wrześniu 2022 roku zdiagnozowano u niej raka żołądka. Nowotwór wykryto podczas przedsezonowych badań zespołu Hinode Barueri, z którym miała podpisać kontrakt. Walczyła z chorobą do samego końca. Dwa dni przed śmiercią opublikowała post w mediach społecznościowych, z okazji piątej rocznicy ślubu ze swoim mężem Carlosem. Umarła 11 maja 2023 roku.

## Sukcesy klubowe
Liga brazylijska:
- 2017, 2019[13]

Puchar Brazylii:
- 2018

Superpuchar Brazylii:
- 2018[14]

Klubowe Mistrzostwa Ameryki Południowej:
- 2019[15]

## Sukcesy reprezentacyjne
Mistrzostwa Ameryki Południowej U-23:
- 2014[16]

Mistrzostwa Świata U-23:
- 2015[17]

Liga Narodów:
- 2019[18]

## Nagrody indywidualne
2014: Najlepsza atakująca Mistrzostw Ameryki Południowej U-23